# Inmigración dominicana en Uruguay
La inmigración dominicana en Uruguay se refiere al proceso de inmigración de personas nacidas en República Dominicana que se trasladan a vivir en Uruguay.

## Características
Las personas de origen dominicano que se radican en Uruguay lo eligen por varias razones, como el hecho de compartir el idioma español. Los dominicanos forman parte de uno de los grupos de América Latina que han elegido Uruguay para vivir. A esto se le suma la faciclidad de ingreso al país, ya que hasta el 2014, Uruguay era el único país que no exigía visas de entrada para los dominicanos. Sin embargo, la regulación cambió en 2014. 
El censo uruguayo de 2011 reveló que solo 50 personas declaraban a la República Dominicana como su país de nacimiento. Otras fuentes revelan que no menos de 2.500 dominicanos han llegado a Uruguay en busca de una vida mejor. Al 2013, sólo había 9 dominicanos registrados en la seguridad social uruguaya. Al mismo tiempo, existe una marcada presencia de prostitutas dominicanas en Uruguay. Otras fuentes oficiales muestran que más de 2.000 dominicanos obtuvieron documentos de identificación uruguayos en 2016.